# Bienna (distrito)
O distrito de Bienna (Biel/Bienne) é um distrito administrativo do cantão de Berna, na Suíça.
Está localizado ao longo das margens da face nordeste do Lago de Bienna e é parte da região administrativa do Seeland, e sua capital é Bienna. 
Contém 19 comunas com uma área de 97,63 km2, e sua população, em dezembro de 2008, era de 90.536 habitantes, sendo que mais da metade destes vivem na capital do distrito.
Apesar de ser o menor distrito em extensão, tem a quarta maior população do cantão.
O atual distrito administrativo de Bienna foi criado em 1 de janeiro de 2010, consistindo na porção total do antigo Amtsbezirke (distrito) de Bienna, e cerca de metade de outro, Nidau.
| Flag               | Nome               | População (2015) | Area em km2 |
| ------------------ | ------------------ | ---------------- | ----------- |
| Aegerten           | Aegerten           | 1 874            | 2.16        |
| Bellmund           | Bellmund           | 1 623            | 3.82        |
| Biel/Bienne        | Biel/Bienne        | 54 163           | 21.21       |
| Brügg              | Brügg              | 4 298            | 5.02        |
| Ipsach             | Ipsach             | 3 972            | 1.91        |
| Lengnau            | Lengnau            | 4 956            | 7.37        |
| Evilard/Leubringen | Evilard/Leubringen | 2 552            | 3.69        |
| Ligerz             | Ligerz             | 547              | 1.79        |
| Meinisberg         | Meinisberg         | 1 328            | 4.43        |
| Mörigen            | Mörigen            | 843              | 2.16        |
| Nidau              | Nidau              | 6 955            | 1.52        |
| Orpund             | Orpund             | 2 675            | 4.16        |
| Pieterlen          | Pieterlen          | 4 034            | 8.31        |
| Port               | Port               | 3 486            | 2.45        |
| Safnern            | Safnern            | 1 951            | 5.61        |
| Scheuren           | Scheuren           | 449              | 1.99        |
| Schwadernau        | Schwadernau        | 657              | 4.02        |
| Sutz-Lattrigen     | Sutz-Lattrigen     | 1 400            | 3.58        |
| Twann-Tüscherz     | Twann-Tüscherz     | 1 160            | 12.43       |
|                    | Total (19)         | 98 923           | 97.63       |